# Операција Воловска глава
Операција Воловска Глава (Unternehmen Ochsenkopf) позната и као Битка код Сиди Нсира, или битка за Хунтс Гап била је офанзивна операција Осовине у североисточном Тунису од 26. фебруара до 4. марта 1943. године, током кампање у Тунису у Другом светском рату. Напад и помоћна операција Unternehmen Ausladung имали су за циљ да освоје Међез ел Баб, Беја, Ел Ароуса, Ђебелом Абиод и позицију познату као Hunt's Gap, између Британске Прве армије и осовинске Групе армија Африка (Heeresgruppe Afrika/Gruppo d'Armate Africa). Офанзива је освојила неке циљеве, али ниједан од амбициознијих циљева није постигнут пре него што је операција отказана, због растућих губитака пешадије и тенкова, посебно тешких Тигрова. Операција Воловска Глава је последња велика офанзива Осовине и 5. оклопне армије до коначне савезничке офанзиве у априлу и мају, која је окупирала Тунис и заробила преживелих 250.000 трупа Осовине.

## Позадина
Америчке и британске снаге пристале су на неколико тачака дуж обале француског Марока и Алжира 8. новембра 1942. године, током операције Бакља. Ово је дошло само неколико дана након продора Британске Осме армије (генерал-потпуковник Сир Бернард Монтгомери) након Друге битке код Ел Аламеина. Као одговор, немачке и италијанске трупе су пребачене са Сицилије да окупирају Тунис, једно од ретких лако одбрањивих подручја Северне Африке и једну ноћ пловидбе из база на Сицилији. Овај кратки пролаз је веома отежао савезничким бродовима да пресретну транспорте Осовине, док је ваздушно пресретање једнако отежано, јер је најближа аеродромска база Савезника Тунису, на Малти, била далеко више од 320 km.
Трка за Тунис у новембру и децембру 1942. је термин за покушај Савезника да се до Туниса дође пре доласка њемачких и италијански појачања. Због лоших путних и железничких комуникација, могао је бити пребачен само мали део савезничке војске, величине једне дивизије, а на одличном одбрамбеном терену мали број немачких и италијанских трупа био је довољан да порази тај покушај. Јачање савезничких снага настављено је, више авиона је постало доступно и изграђени су нови аеродроми у источном Алжиру и Тунису. Савезници су смањили проток војника и опреме Осовине у Тунис и Бизерту, али значајна сила Осовине већ је била искрцана.
Дана 23. јануара 1943. Осма армија је заузела Триполи, главну базу снабдевања Ервина Ромела. Ромел је планирао за то, пребацивши своју линију снабдевања у Тунис и намеравајући да блокира јужни приступ Тунису, из Триполија, у Габесу.
Савезничке снаге су већ прешле планине Атлас и поставиле истурену базу на Фаиду, у подножју источног крака планина, изврсну позицију да продру на обалу, одсеку снаге Осовине у јужном Тунису од снага даље на северу, и прекину линију снабдевања Туниса.

## Увод
Након Друге битке код Ел Аламеина Ервин Ромел је направио планове да се снаге Осовине повуку преко Либије и да се укопају испред старих француских утврђења линије Марет. Снаге Осовине би контролисале два природна улаза у Тунис на северу и југу, са лако одбрањивим планинским пролазима између њих. Део 2. корпуса САД прешао је у Тунис кроз пролазе на планинама Атлас из Алжира, контролишући унутрашњост троугла који су формирале планине. Њихов положај подстакао је могућност продора источно према Сфаксу на обали, како би од Арнимових снага на северу око Туниса одсекли Прву италијанску армију у Марету.

### Офанзива Осовине на северу
Ромелове оклопне снаге нанеле су у фебруару 1943. тежак пораз америчком 2. корпусу у биткама код Сиди Боу Зида и Касеринског пролаза. 22. фебруара Ромел и Кеселринг, суочени са ојачавањем савезничке одбране и вестима да су водећи елементи Осме армије коначно стигли до Меденина, само неколико километара од линије Марет, одлучили су да прекину напад на северу Туниса и повуку се на југ ради подршке одбрани Марета, надајући се да је напад код Касерина изазвао довољно штете како би спречио било какву офанзивну акцију са запада.

### Планови Осовине
Дана 26. фебруара, Арним је, погрешно верујући да су Касеринске борбе приморале савезнике да ослабе север с циљем појачавања југа, покренуо "Unternehmen Ochsenkopf" (Операција Воловска Глава) под командом генерала Вебера против савезничког 5. корпуса, на широком фронту. Главне нападе извео је Корпус Вебер који је имао 334. пешадијску дивизију, новопридошле елементе дивизије Херман Геринг и део 10. оклопне дивизије који није био укључен у Unternehmen Frühlingswind (Операција Пролећни Ветар). Веберов одред имао је да напредује у три групе, или рога, у облику воловске главе: централна група на запад према Међез ел Бабу; северни рог, са већином тенкова, друмом од Матеура да заузме Беју (око 40 km западно од Међеза), а јужни рог да изврши обухватни маневар прко Ел Ароусе до Гафура (40 km јужно од Међеза). Северни бок Веберовог корпуса требало је да заштити импровизована дивизија Мантојфел која би напредовала ка западу -Operation Ausladung (Операција Искрцавање)- и потиснула савезнике са истурених положаја насупрот Грин Хилу и станици Јефна.Операције би приморале савезнике да се повуку и одложе даље напредовање, док је Ромел припремио напад 1. Италијанске армије (бивше немачко-италијанске Оклопне армије) из линије Марет против Осме армије. 

### Операција Искрцавање
Циљ операције Искрцавање (Operation Ausladung), започете 26. фебруара, је био да преузме контролу над виталним градом Џебел Абиод. Овај напад дивизије Мантојфел (са елитним пуком немачких падобранаца и 10. пуком италијанских стрелаца), уз подршку Луфтвафе, постигао је добар напредак на слабо брањеним брежуљцима између Кап Серата на обали и железничког града Сеђенане које су држали слабо опремљени Слободни Французи. Французи су успели да одбију италијански напад, али су онда прегажени и многи су заробљени.. Скупи, али успешни контранапади од 27. фебруара до 1. марта, од стране британске 139. пешадијске бригаде (из 46. пешадијске дивизије), Командоса бр. 1 и британске артиљерије успорили су напредовање Осовине, али је Британцима недостајала ваздушна подршка, и имали су мало артиљеријске муниције након битке за Касерински пролаз. 2. марта, контранапад Дурамске лаке пешадије (ДЛП) био је скуп неуспех и батаљон је повучен у шумовиту област изван Сеђенана; више немачких напада на Сеђенане тог дана и следећег је одбијено. Контранапад једног батаљона Краљевског Линколнширског пука, ДЛП и тенкова Черчил Северно-ирског коњичког пука одбацио је Немце у одлучној борби.
Повлачење француских батаљона у подручју Међеза да се придруже 19. корпусу, оставило је мало отпора немачкој окупацији брегова изнад града, који је остао у опасном "џепу". Због тога су Британци напустили Сеђенане 4. марта, а 139. пешадијска бригада полако је потиснута у наредне три недеље око 24 km према Џебел Абиоду.

## Операција Воловска Глава

### Северни рог
Немачка Оклопна група Ланг (пуковник Рудолф Ланг) у северном сектору имала је 77 тенкова, укључујући и двадесет Тигрова (501. батаљон тешких тенкова) и моторизовану пешадију из 10. оклопне дивизије. Остатак 10. оклопне дивизије имао је да нападне када се циљеви постигну и напредује запад, око 40 км јужно од Медјеза.

#### Сиди Нсир
Напад Оклопне групе Ланг, 26. фебруара, задржале су цео дан код Сиди Нсира и Хемпширске фарме укопане британске снаге (мали одред артиљерије и батаљон Хемпширског пука), пре него што су савладане. Процењено је да су Немци напали са 13 пешадијских батаљона (око 13.000 људи), уз подршку две дивизије (око 30.000 људи) на северном фронту.
На британској страни, када је почела битка, било је девет официра и 121 војник са 8 топова од 25 фунти; девет људи је стигло до британских линија, од којих је седам рањено. Немци су изгубили 14 тенкова.

#### Hunt’s Gap
Ово кашњење је било критично и као резултат тога британска војска успела је да припреми заседу код Хунтс Гап-а (подручје између Међеза и око 24 km североисточно од Беје). 28-29. фебруара последњи напад Лангове већ осакаћене војске је у Хунтс Гапу заустављен од стране британске 128. пешадијске бригаде (из 46. пешадијске дивизије) са знатном артиљеријом (72 топа од 25 фунти и 15 од 140 мм), ваздушном подршком РАФ-а и два ескадрона тенкова Черчил из Северно-ирског коњичког пука.

#### Немачко повлачење
Дана 2. марта, Немци су се повукли, изгубили су преко четрдесет тенкова и скоро шездесет других оклопних возила; два од четири немачка пешадијска батаљона били су заробљени, поред убијених и рањених. Многи заробљеници су били са Источног фронта и тврдили да никада нису доживели такву тежину бомбардовања. Офанзива није успела да постигне главне циљеве и Арним је одустао од даљег напада.

### Јужни рог
Јужни рог операције водила је Борбена група Аудорф (Kampfgruppe Audorff) са падобраном дивизијом Херман Геринг, 334. пешадијском дивизијом и подршком оклопних батаљона.
Дана 25. фебруара  Борбена група Аудорф  је напредовала западно према Међез ел Бабу, али британска импровизована јединица, дивизија Y (139. ирска бригада, мешовити одред гардиста, командоса и падобранаца и један ескадрон тенкова Черчил ) је успела да одбије јужни напад. 

#### Немачки напад
Британски положаји Tally Ho (раскрсница) и Fort MacGregor (брежуљак), и Џебел Ђафа (француски) освојени су у првом налету немачких падобранаца, али су сутрадан потиснути од Британаца подржаних тешком артиљеријом.

#### Ел Ароуса
Код Ел Ароусе, два батаљона немачких падобранаца и чета тенкова одбијени су од једног ескадрона тенкова Черчил са тешким губицима: Немци су изгубили 7 тенкова (Панцер IV и Панцер III) у замену за само један британски тенк.

#### Steamroller' Farm
Дана 28. фебруара, на узвишици под називом 'Steamroller' Farm, један ескадрон тенкова Черчил и чета гардиста напали су на два батаљона немачких падобранаца са артиљеријом: ескадрон је изгубио 5 тенкова, али су два преостала (под командом поручника Ј. Ц. Рентона) прегазила ПТ топове и уништила целу немачку транспортну колону. Два британска тенка уништила су 10 ПТ топова, 25 камиона, два Панцера III и скоро 200 немачких војника, што је изазвало повлачење целог пука Херман Геринг.
Борба је трајала до 5. марта и у страшним временским условима операцију је отказао Арним.

## Последице
Неуспех је коштао Осовину тешких губитака у пешадији, као и тенковима, посебно губитак многих тешких тенкова Тигар. Ochsenkopf је била последња већа офанзива немачке 5. оклопне армије.

### Анализа
Вебер је наредио Лангу да се врати на одбрамбене положаје, а Ромел је био потрешен када је чуо да је 19 Тигрова уништено. Мајор Ханс-Георг Луедер, командант Тешког тенковског батаљона 501 био је тешко рањен и одред је изгубио толико тенкова да је престао да буде ефикасна борбена јединица. Ниједан од оперативних циљева Осовине није испуњен, упркос томе што су на западу освојени неки положаји, а битка је натерала Немце да изгубе иницијативу; у најбољем случају, само су мало одложили офанзиву савезника. Дивизије потребне за напад 1. Италијанске армије на Осму армију, закасниле су недељу дана због неуспеха Операције Воловска Глава, и битка код Меденина је била скуп неуспех. Алфри је унапређен у генерал-мајора 9. марта. Успех Осовине би значио губитак Беје и повлачење савезничке линије дуж северног сектора, укључујући и повлачење из Међез ел Баба, што би продужило кампању и омело савезничке планове за инвазију на Сицилију.

### Губици
Немци су изгубили 71 тенк (скоро 90%) и 60 других возила је уништено или заробљено. Тигрови су стекли лошу репутацију међу својим посадама, да се лако заглибе по влажном времену због своје тежине. Немци су изгубили скоро 2.800 жртава, а још 2.200 људи, који се нису могли лако заменити, били су заробљени.  Британци су претрпели 1.800 жртава и изгубили 2.300 заробљеника, 16 тенкова, 17 топова, 13 противтенковских топова и 40 других возила.

### Касније операције у северном Тунису
Дана 25. марта, Александер је наредио контранапад на фронту 5. корпуса, а 28. марта, Андерсон је напао са 46. пешадијском дивизијом, са 138. и 128. пешадијском бригадом у резерви, уз подршку 36. пешадијске бригаде, 1. падобранске бригаде и француских јединица, укључујући батаљон специјалне мароканске брдске пешадије, артиљерију две дивизије и армијске резерве. За четири дана успео је да поврати све изгубљене положаје и приведе 850 немачких и италијанских заробљеника. Дана 7. априла, Андерсон је наредио 78. пешадијској дивизији да ослободи пут Беја-Међез. Подржани артиљеријом и авијацијом, методично су напредовали 16 km кроз тешке планинске пределе у наредних десет дана, очистивши фронт ширине 16 km. 4. пешадијска дивизија се придружила борбама, заузимајући положај лево од 78. дивизије и напредујући према Сиди Нсиру.

### Офанзива Осовине на југу
Дана 6. марта напад немачких оклопних дивизија на британску Осму армију одбијен је у бици код Меденина. Након битке Ромел је отишао у Немачку да захтева повлачење снага Осовине из Северне Африке, а за новог заповедника снага Осовине у Африци постављен је Ханс Јирген фон Арним. Након овог пораза снаге Осовине у јужном Тунису нашле су се у дефанзиви, и тако је остало до краја кампање.

### Чланци
- Anderson, Lt.-General Kenneth (1946). „Official despatch by Kenneth Anderson, GOC-in-C First Army covering events in NW Africa, 8 November 1942 – 13 May 1943”. London: London Gazette. ISSN 0374-3721.